# 2018年世界女子排球錦標賽入圍資格
2018年世界女子排球錦標賽總共有24支參賽隊伍，其中兩支隊伍分別以主辦國及衛冕冠軍自動取得參賽資格，分別為主辦國：日本，以及衛冕冠軍：美國。 剩下的22個名額透過各大洲排球聯合會主辦的資格賽來決定。

## 參賽資格統整

獲得世錦賽資格的球隊
尚未獲得世錦賽資格的球隊
未獲得世錦賽資格的球隊
棄權
遭FIVB禁賽

| 國家           | 聯合會  | 取得資格條件                    | 取得資格日期 | 過往參賽次數 | 過往參賽次數 | 過往參賽次數 |
| 國家           | 聯合會  | 取得資格條件                    | 取得資格日期 | 總計         | 首次         | 最近         |
| -------------- | ------- | ------------------------------- | ------------ | ------------ | ------------ | ------------ |
| 日本           | AVC     | 主辦國                          | 2014.8.25    | 15           | 1960         | 2014         |
| 美国           | NORCECA | 衛冕冠軍                        | 2014.10.12   | 15           | 1956         | 2014         |
| 塞爾維亞1      | CEV     | CEV資格賽第二輪B組優勝          | 2017.5.28    | 4            | 1978         | 2014         |
| 俄羅斯2        | CEV     | CEV資格賽第二輪A組優勝          | 2017.6.3     | 16           | 1952         | 2014         |
|                | CEV     | CEV資格賽第二輪E組優勝          | 2017.6.3     | 3            | 1994         | 2014         |
| 土耳其         | CEV     | CEV資格賽第二輪C組優勝          | 2017.6.4     | 3            | 2006         | 2014         |
| 義大利         | CEV     | CEV資格賽第二輪D組優勝          | 2017.6.4     | 10           | 1978         | 2014         |
| 德国3          | CEV     | CEV資格賽第二輪F組優勝          | 2017.6.4     | 15           | 1956         | 2014         |
| 巴西           | CSV     | 2017年南美洲排球錦標賽冠軍      | 2017.8.19    | 15           | 1956         | 2014         |
| 荷蘭           | CEV     | CEV資格賽第三輪G組優勝          | 2017.8.26    | 13           | 1956         | 2014         |
| 保加利亚       | CEV     | CEV資格賽第三輪G組第2名         | 2017.8.26    | 11           | 1952         | 2014         |
| 中國           | AVC     | AVC資格賽第二輪A組優勝          | 2017.9.23    | 13           | 1956         | 2014         |
|                | AVC     | AVC資格賽第二輪B組優勝          | 2017.9.23    | 11           | 1967         | 2010         |
| 泰國           | AVC     | AVC資格賽第二輪B組第2名         | 2017.9.23    | 4            | 1998         | 2014         |
|                | AVC     | AVC資格賽第二輪A組第2名         | 2017.9.24    | 3            | 2006         | 2014         |
| 加拿大         | NORCECA | 2017年NORCECA排球錦標賽B組優勝  | 2017.9.29    | 8            | 1974         | 2014         |
| 古巴           | NORCECA | 2017年NORCECA排球錦標賽B組第2名 | 2017.9.29    | 12           | 1970         | 2014         |
| 喀麦隆         | CAVB    | 2017年非洲錦標賽冠軍            | 2017.10.13   | 2            | 2006         | 2014         |
|                | CAVB    | 2017年非洲錦標賽亞軍            | 2017.10.13   | 5            | 1994         | 2010         |
|                | NORCECA | 2017年NORCECA排球錦標賽A組優勝  | 2017.10.14   | 7            | 1974         | 2014         |
| 墨西哥         | NORCECA | 2017年NORCECA排球錦標賽C組優勝  | 2017.10.14   | 7            | 1970         | 2014         |
| 波多黎各       | NORCECA | 2017年NORCECA排球錦標賽A組第2名 | 2017.10.14   | 6            | 1974         | 2014         |
| 千里達及托巴哥 | NORCECA | 2017年NORCECA排球錦標賽C組第2名 | 2017.10.14   | 0            | –            | –            |
| 阿根廷         | CSV     | CSV資格賽優勝                   | 2017.10.15   | 5            | 1960         | 2014         |

註解
1 1978年代表南斯拉夫聯邦共和國參賽1次，2006年代表塞爾維亞與蒙特內哥羅參賽1次；代表塞爾維亞出場2次。
2 從1949年到1990年代表蘇聯參賽；代表俄羅斯出場6次。
3 從1956年至1966年代表東德和西德參賽；代表德國出場6次。

## 時間線
2018年世界女子排球錦標賽各大洲聯合會分布：
- 亞洲和大洋洲(AVC)：4隊（加上以主辦國自動獲得資格的日本，故總共有5隊）
- 非洲(CAVB)：2隊
- 歐洲(CEV)：8隊
- 南美洲(CSV)：2隊
- 北美、中美和加勒比地區(NORCECA)：6隊（加上衛冕冠軍美國，故總共有7隊）

### 資格摘要
|         |        |          |                |                |  |  |  |  |  |
| 聯合會  | 隊伍數 | 取得資格 | 資格賽開始時間 | 資格賽結束時間 |  |  |  |  |  |
| AVC     | 12+1   | 4+1      | 2017年1月27日  | 2017年9月24日  |  |  |  |  |  |
| CAVB    | 16     | 2        | 2017年4月29日  | 2017年10月13日 |  |  |  |  |  |
| CEV     | 42     | 8        | 2016年5月23日  | 2017年8月27日  |  |  |  |  |  |
| CSV     | 7      | 2        | 2017年8月15日  | 2017年10月15日 |  |  |  |  |  |
| NORCECA | 38+1   | 6+1      | 2016年8月6日   | 2017年10月15日 |  |  |  |  |  |
| 總計    | 115+2  | 22+2     | 2016年5月23日  | 2017年10月15日 |  |  |  |  |  |

註解：亞洲排球聯合會另外包含1隊，為主辦國日本。

註解：北美、中美和加勒比排球聯合會另外包含1隊，為衛冕冠軍美國。

## 各大洲資格賽

### AVC（亞洲及大洋洲）

#### 隊伍
- （第二輪）
- 中國 （第二輪 → 取得資格）
- 中華臺北 （第二輪）
- 斐济 （第一輪 → 第二輪）
- 伊朗 （第一輪 → 第二輪）
- （第二輪 → 取得資格）
- 馬爾地夫 （第一輪）
- 尼泊尔 （第一輪）
- （第一輪 → 第二輪）
- （第二輪 → 取得資格）
- 泰國 （第二輪 → 取得資格）
- 越南 （第二輪）

棄權
- （第一輪）
- 澳門 （第一輪）
- 新西兰 （第一輪）
- （第一輪）
- （第一輪）

停權
- 印度 （第一輪）

#### 最終排名（第二輪）
第二輪抽籤於2017年3月19日在泰國曼谷的杜斯特公主詩娜卡琳酒店舉行。
| 排名 | 隊伍     | 場 | 勝 | 積分 |
| ---- | -------- | -- | -- | ---- |
| 1    | 中國     | 4  | 4  | 12   |
| 2    |          | 4  | 3  | 9    |
| 3    | 中華臺北 | 4  | 2  | 6    |
| 4    |          | 4  | 1  | 3    |
| 5    | 斐济     | 4  | 0  | 0    |

| 排名 | 隊伍 | 場 | 勝 | 積分 |
| ---- | ---- | -- | -- | ---- |
| 1    |      | 4  | 4  | 12   |
| 2    | 泰國 | 4  | 3  | 9    |
| 3    |      | 4  | 2  | 6    |
| 4    | 越南 | 4  | 1  | 3    |
| 5    | 伊朗 | 4  | 0  | 0    |

### CAVB（非洲）

#### 隊伍
- 阿尔及利亚 （第一輪 → CAVB 非洲錦標賽）
- （第一輪 → CAVB 非洲錦標賽）
- 喀麦隆 （非洲錦標賽 → 取得資格）
- （第一輪 → 非洲錦標賽）
- 刚果民主共和国 （第一輪 → 非洲錦標賽）
- 埃及 （第一輪 → 非洲錦標賽）
- （第一輪 → 非洲錦標賽）
- （第一輪）
- （非洲錦標賽 → 取得資格）
- 莫桑比克 （第一輪 → 非洲錦標賽）
- 奈及利亞 （第一輪 → 非洲錦標賽）
- 卢旺达 （第一輪）
- 塞内加尔 （第一輪 → 非洲錦標賽）
- （第一輪）
- 突尼西亞 （第一輪 → 非洲錦標賽）
- 乌干达 （第一輪）

棄權
- （第一輪）
- (非洲錦標賽）
- 中非 （第一輪）
- 加彭 （第一輪）
- （第一輪）
- 賴索托 （第一輪）
- 利比亞 （第一輪）
- 马达加斯加 （第一輪）
- 马拉维 （第一輪）
- 模里西斯 （第一輪）
- 纳米比亚 （第一輪）
- 尼日尔 （第一輪）
- 塞舌尔 （第一輪）
- 苏丹 （第一輪）
- 坦桑尼亚 （第一輪）
- 尚比亞 （非洲錦標賽）
- 辛巴威 （第一輪）

#### 最終排名（2017年非洲錦標賽）
預賽
| 排名 | 隊伍       | 場 | 勝 | 積分 |
| ---- | ---------- | -- | -- | ---- |
| 1    | 喀麦隆     | 3  | 3  | 9    |
| 2    | 埃及       | 3  | 2  | 6    |
| 3    | 阿尔及利亚 | 3  | 1  | 2    |
| 4    |            | 3  | 0  | 1    |

| 排名 | 隊伍           | 場 | 勝 | 積分 |
| ---- | -------------- | -- | -- | ---- |
| 1    |                | 4  | 4  | 12   |
| 2    | 塞内加尔       | 4  | 3  | 9    |
| 3    | 突尼西亞       | 4  | 2  | 6    |
| 4    | 奈及利亞       | 4  | 1  | 3    |
| 5    | 刚果民主共和国 | 4  | 0  | 0    |

附加賽
勝者取得2018年世界女子排球錦標賽參賽資格。
| 日期     | 時間  |        | 分數 |          | 第一局 | 第二局 | 第三局 | 第四局 | 第五局 | 總分 | 賽事報告 |
| -------- | ----- | ------ | ---- | -------- | ------ | ------ | ------ | ------ | ------ | ---- | -------- |
| 10月13日 | 16:00 |        | 3–0  | 埃及     | 25–23  | 25–22  | 25–19  |        |        |      |          |
| 10月13日 | 18:00 | 喀麦隆 | 3–0  | 塞内加尔 | 25–19  | 25–20  | 27–25  |        |        |      |          |

### CEV（歐洲）

#### 隊伍
- 奥地利 （第二輪）
- （第二輪 → 取得資格)
- 比利时 （第二輪 → 第三輪）
- （第二輪）
- 白俄羅斯 （第二輪）
- 保加利亚 （第二輪 → 第三輪 → 取得資格）
- （第二輪）
- 賽普勒斯 （第一輪 → 第二輪）
- 捷克 （第二輪 → 第三輪）
- 丹麦 （第二輪）
- 爱沙尼亚 （第二輪）
- 法罗群岛 （第一輪)
- 芬兰 （第二輪）
- 法國 （第二輪）
- （第二輪）
- 德国 （第二輪  → 取得資格）
- 希腊 （第二輪 → 第三輪）
- 匈牙利 （第二輪）
- 愛爾蘭 （第一輪）
- 冰島 （第一輪 → 第二輪）
- 以色列 （第二輪）
- 義大利 （第二輪 → 取得資格）
- 科索沃 （第二輪）
- 拉脫維亞 （第二輪）
- 列支敦斯登 （第一輪）
- 盧森堡 （第一輪）
- 蒙特內哥羅 （第二輪）
- 荷蘭 （第二輪 → 第三輪  → 取得資格）
- 北爱尔兰 （第一輪）
- 挪威 （第二輪）
- 波蘭 （第二輪）
- 葡萄牙 （第二輪）
- 羅馬尼亞 （第二輪）
- 俄羅斯 （第二輪 → 取得資格）
- 苏格兰 （第一輪）
- 塞爾維亞 （第二輪 → 取得資格）
- 斯洛伐克 （第二輪）
- 斯洛維尼亞 （第二輪 → 第三輪）
- 西班牙 （第二輪）
- 瑞士 （第二輪）
- 土耳其 （第二輪 → 取得資格）
- 乌克兰 （第二輪）

#### 最終排名（第二輪）
| 排名 | 隊伍   | 場 | 勝 | 積分 |
| ---- | ------ | -- | -- | ---- |
| 1    | 俄羅斯 | 5  | 5  | 15   |
| 2    | 希腊   | 5  | 4  | 11   |
| 3    | 匈牙利 | 5  | 2  | 7    |
| 4    |        | 5  | 2  | 7    |
| 5    | 奥地利 | 5  | 2  | 5    |
| 6    |        | 5  | 0  | 0    |

| 排名 | 隊伍       | 場 | 勝 | 積分 |
| ---- | ---------- | -- | -- | ---- |
| 1    | 土耳其     | 5  | 5  | 14   |
| 2    | 保加利亚   | 5  | 4  | 13   |
| 3    | 羅馬尼亞   | 5  | 3  | 9    |
| 4    | 瑞士       | 5  | 2  | 6    |
| 5    | 蒙特內哥羅 | 5  | 1  | 3    |
| 6    | 科索沃     | 5  | 0  | 0    |

| 排名 | 隊伍   | 場 | 勝 | 積分 |
| ---- | ------ | -- | -- | ---- |
| 1    |        | 5  | 5  | 15   |
| 2    | 荷蘭   | 5  | 4  | 12   |
| 3    | 乌克兰 | 5  | 3  | 9    |
| 4    | 以色列 | 5  | 2  | 6    |
| 5    | 挪威   | 5  | 1  | 3    |
| 6    | 丹麦   | 5  | 0  | 0    |

| 排名 | 隊伍     | 場 | 勝 | 積分 |
| ---- | -------- | -- | -- | ---- |
| 1    | 塞爾維亞 | 5  | 5  | 15   |
| 2    | 捷克     | 5  | 4  | 11   |
| 3    | 波蘭     | 5  | 3  | 10   |
| 4    | 斯洛伐克 | 5  | 2  | 6    |
| 5    | 賽普勒斯 | 5  | 1  | 3    |
| 6    | 冰島     | 5  | 0  | 0    |

| 排名 | 隊伍     | 場 | 勝 | 積分 |
| ---- | -------- | -- | -- | ---- |
| 1    | 義大利   | 5  | 5  | 15   |
| 2    | 比利时   | 5  | 4  | 12   |
| 3    | 白俄羅斯 | 5  | 3  | 8    |
| 4    | 西班牙   | 5  | 2  | 5    |
| 5    |          | 5  | 1  | 5    |
| 6    | 拉脫維亞 | 5  | 0  | 0    |

| 排名 | 隊伍       | 場 | 勝 | 積分 |
| ---- | ---------- | -- | -- | ---- |
| 1    | 德国       | 5  | 5  | 15   |
| 2    | 斯洛維尼亞 | 5  | 4  | 12   |
| 3    | 葡萄牙     | 5  | 3  | 7    |
| 4    | 爱沙尼亚   | 5  | 2  | 5    |
| 5    | 芬兰       | 5  | 1  | 4    |
| 6    | 法國       | 5  | 0  | 2    |

#### 第三輪
| 排名 | 隊伍       | 場 | 勝 | 積分 |
| ---- | ---------- | -- | -- | ---- |
| 1    | 荷蘭       | 5  | 5  | 15   |
| 2    | 保加利亚   | 5  | 4  | 12   |
| 3    | 比利时     | 5  | 3  | 8    |
| 4    | 捷克       | 5  | 2  | 6    |
| 5    | 斯洛維尼亞 | 5  | 1  | 3    |
| 6    | 希腊       | 5  | 0  | 1    |

### CSV（南美洲）

#### 隊伍
- 阿根廷 （2017年南美洲排球錦標賽 → 資格賽 → 取得資格）
- 巴西 （2017年南美洲排球錦標賽 → 取得資格）
- 智利 （2017年南美洲排球錦標賽）
- 哥伦比亚 （2017年南美洲排球錦標賽 → 資格賽）
- 秘魯 （2017年南美洲排球錦標賽 → 資格賽）
- 乌拉圭 （資格賽）
- 委內瑞拉 （2017年南美洲排球錦標賽）

#### 最終排名（2017年南美洲排球錦標賽）
| 排名 | 隊伍     | 場 | 勝 | 積分 |
| ---- | -------- | -- | -- | ---- |
| 1    | 巴西     | 5  | 5  | 15   |
| 2    | 哥伦比亚 | 5  | 4  | 11   |
| 3    | 秘魯     | 5  | 3  | 9    |
| 4    | 阿根廷   | 5  | 2  | 7    |
| 5    | 委內瑞拉 | 5  | 1  | 3    |
| 6    | 智利     | 5  | 0  | 0    |

#### 最終排名（資格賽）
| 排名 | 隊伍     | 場 | 勝 | 積分 |
| ---- | -------- | -- | -- | ---- |
| 1    | 阿根廷   | 3  | 3  | 9    |
| 2    | 哥伦比亚 | 3  | 2  | 6    |
| 3    | 秘魯     | 3  | 1  | 3    |
| 4    | 乌拉圭   | 3  | 0  | 0    |

### NORCECA（北美、中美和加勒比地區）

#### 隊伍
- （第一輪）
- 安地卡及巴布達 （第一輪 → 第二輪）
- 阿鲁巴 （第一輪）
- 巴哈马 （第一輪 → 第二輪）
- （第一輪）
- 百慕大 （第一輪 → 第二輪）
- （第一輪）
- 英屬維爾京群島 （第一輪）
- 加拿大 （2017年NORCECA排球錦標賽 → 取得資格）
- 开曼群岛 （第一輪）
- （2017年NORCECA排球錦標賽）
- 古巴 （2017年NORCECA排球錦標賽 → 取得資格）
- （第一輪 → 第二輪）
- 多米尼克 （第二輪 → 2017年NORCECA排球錦標賽）
- （2017年NORCECA排球錦標賽 → 取得資格）
- 薩爾瓦多 （第一輪）
- 格瑞那達 （第一輪 → 第二輪）
- （第一輪 → 第二輪）
- （第一輪 → 2017年NORCECA排球錦標賽）
- 牙买加 （第二輪 → 2017年NORCECA排球錦標賽）
- 海地 （第一輪）
- （第一輪）
- （第一輪 → 第二輪）
- 墨西哥 （2017年NORCECA排球錦標賽 → 取得資格）
- 尼加拉瓜 （第一輪 → 2017年NORCECA排球錦標賽）
- 巴拿马 （第一輪）
- 波多黎各 （2017年NORCECA排球錦標賽 → 取得資格）
- （第一輪）
- 圣基茨和尼维斯 （第一輪 → 第二輪）
- 圣卢西亚 （第二輪 → 2017年NORCECA排球錦標賽）
- 法属圣马丁 （第一輪 → 第二輪）
- （第一輪）
- （第一輪）
- 荷屬聖馬丁 （第一輪 → 第二輪）
- 苏里南 （第一輪 → 第二輪）
- 千里達及托巴哥 （第二輪 → 2017年NORCECA排球錦標賽 → 取得資格）
- （第一輪）
- 美屬維爾京群島 （第一輪 → 第二輪）

#### 最終排名（2017年NORCECA排球錦標賽）
| 排名 | 隊伍     | 場 | 勝 | 積分 |
| ---- | -------- | -- | -- | ---- |
| 1    |          | 3  | 3  | 15   |
| 2    | 波多黎各 | 3  | 2  | 10   |
| 3    |          | 3  | 1  | 5    |
| 4    | 牙买加   | 3  | 0  | 0    |

| 排名 | 隊伍     | 場 | 勝 | 積分 |
| ---- | -------- | -- | -- | ---- |
| 1    | 加拿大   | 3  | 3  | 15   |
| 2    | 古巴     | 3  | 2  | 10   |
| 3    | 尼加拉瓜 | 3  | 1  | 5    |
| 4    | 圣卢西亚 | 3  | 0  | 0    |

| 排名 | 隊伍           | 場 | 勝 | 積分 |
| ---- | -------------- | -- | -- | ---- |
| 1    | 墨西哥         | 3  | 3  | 13   |
| 2    | 千里達及托巴哥 | 3  | 2  | 12   |
| 3    |                | 3  | 1  | 5    |
| 4    | 多米尼克       | 3  | 0  | 0    |